# Marco Völler
Marco Völler (* 6. Januar 1989 in Offenbach am Main) ist ein ehemaliger deutscher Basketballspieler.

## Karriere
Wie auch sein Vater, der ehemalige Fußball-Nationalspieler und Bundestrainer Rudi Völler, spielte Völler bis zur C-Jugend Fußball bei Kickers Offenbach. Jedoch sah er keine Begabung in sich beim Fußballspielen, sodass er im Alter von 14 Jahren mit Basketballspielen beim EOSC Offenbach begann. Dort erkannte sein Trainer Helmut Rödl sein Talent.
Bei einem Spiel des EOSC 2005 gegen die zweite Mannschaft des TV Langen fiel Völler dem Trainer Jürgen Barth positiv auf, woraufhin er zu einem Probetraining eingeladen wurde. Er überzeugte und kam zur Saison 2005/06 zur Jugendmannschaft des TV. Gleich in seiner ersten Saison gelang ihm mit der Mannschaft der Gewinn der deutschen U18-Meisterschaft.
Ab der Saison 2007/08 spielte Marco Völler in der ersten Mannschaft des TV Langen in der 2. Basketball-Bundesliga. Nach fünf Jahren verließ er den Klub und ging zu den Hanau White Wings. Ab der Saison 2014/15 bis 2016 stand Völler bei den Oettinger Rockets aus Gotha unter Vertrag.
Im April 2016 wurde er vom Bundesligisten Gießen 46ers als Neuzugang vorgestellt. Im Februar 2017 wurde Völler bei einer Dopingprobe ein verbotener Stoff nachgewiesen. Nach einer Anhörung Anfang Juni desselben Jahres wurden sowohl Völler als auch sein Mannschaftskollege Cameron Wells für drei Monate gesperrt. Der Verstoß sei nach Einschätzung der Anti-Doping-Agentur des Deutschen Basketball Bundes durch die Einnahme kontaminierter Nahrungsergänzungsmittel erfolgt.
Am 8. Dezember 2017 wechselte Völler zu den Fraport Skyliners nach Frankfurt und war sowohl für die Fraport Skyliners Juniors in der Pro B als auch in der Basketball-Bundesliga spielberechtigt. In der Sommerpause 2021 wurde er bei den Frankfurtern Sportmanager und Markenbotschafter. Aus der Bundesliga-Mannschaft zog er sich als Spieler zurück, spielte aber weiterhin für die zweite Mannschaft. Nach dem Bundesligaabstieg der Frankfurter 2023 endete Völlers Amtszeit als Sportmanager. Er gehörte in der Saison 2023/24 wieder als Spieler zur Frankfurter Profimannschaft und wurde mit dieser 2024 Zweitligavizemeister. In 32 Einsätzen erzielte er 2,7 Punkte pro Spiel. Völler war Kapitän der Mannschaft, er beendete nach dem Abschluss der Saison 2023/24 seine Spielerlaufbahn.

## Erfolge
- Gewinn der deutschen U18-Meisterschaft: 2006

## Privates
Völler besuchte das Rudolf-Koch-Gymnasium in Offenbach. Im Anschluss belegte Völler an der Accadis-Hochschule Bad Homburg den Bachelor-Studiengang International Sports Management, den er im Oktober 2014 abschloss.